# Touch My Body
Singles de Mariah Carey
Lil' L.O.V.E.
(2007) Bye Bye
(2008)
Touch My Body est le premier single de Mariah Carey extrait de l'album E=mc2. Le titre est coécrit par la chanteuse, Christopher "Tricky" Stewart, Terius "The-Dream" Nash et Crystal "Cri$tyle" Johnson et est produit par Carey et Stewart. Le single s'est installé à la 1re place du Billboard Hot 100 durant deux semaines, faisant du titre son 18e single #1, battant ainsi encore des records.

## Commercialisation
Un jour après la première diffusion radio de la chanson dans le monde (12 février), Touch My Body débute à la place #78 du Billboard Hot R&B/Hip-Hop Songs, devenant ainsi la 41e chanson de Mariah à atteindre les charts dans cette catégorie.
Dès le 25 mars, le titre fut disponible sur iTunes. Et dès le 29 mars (en Allemagne), le single était en vente.
Le remix du titre (avec The-Dream et Rick Ross) est disponible sur la plateforme iTunes depuis le 28 mars 2008.

## Critique
Les critiques concernant le morceau sont généralement positives. Le magazine Blender en dit : "un génie de la pop faisant de la pop de génie". Newsday en a fait "chanson de la semaine", ajoutant qu'il s'agit du meilleur single d'ouverture depuis Heartbreaker.
D'autres critiques comme Sal Cinquemani (Slant Magazine), néanmoins, sont moins positifs et reprochent par exemple au morceau de ne pas être assez énergique.

## Succès
Le jour qui suivait sa sortie digitale (24 mars 2008) sur iTunes USA, le titre se classait déjà #1 sur iTunes USA. Le Single fut classé #14 du Billboard Hot 100 avant même sa sortie physique. Alors que le single avait perdu une place (#15), Touch My Body se classe désormais à la première place du Billboard Hot 100 depuis 2 semaines, détrônant ainsi Leona Lewis, avec son single Bleeding Love, qui était #1 depuis 1 semaine. Ce qui fait de ce single le 18e numéro 1 de Mariah Carey. Elle se place ainsi devant Elvis Presley avec le plus grand nombre de singles à avoir atteint la place #1 du Billboard Hot 100. Elle reste néanmoins derrière les Beatles qui ont eux 20 titres classés #1. Aussi, il s'agit de l'artiste vivant avec le plus de singles classés à la tête des charts aux États-Unis. Cette semaine, elle cumule au total 78 semaines en tête des charts américains, ce qui est un record (Elvis Presley est à égalité). Le titre a été téléchargé 285 544 fois la première semaine, ce qui est un nouveau record pour iTunes aux États-Unis. Il a fallu aussi ajouter les 921 autres téléchargements lorsque le single était téléchargeable sur iTunes, puisqu'il est sorti juste avant le début de cette semaine de charts (ce qui fait un total de 286 465). Elle surpasse ainsi Rihanna qui était détentrice du record avec 277 000 téléchargements lors de sa première semaine, avec Umbrella. Mais elle sera détrônée en septembre par Britney Spears : 285 544 contre 285 782 copies vendus pour Britney, pour la première semaine de téléchargement.

## Formats
CD Single - Allemagne

1. Touch My Body (Album Version)

2. Touch My Body (Seamus Haji Radio Edit)
Maxi CD - Allemagne

1. Touch My Body (Album Version)

2. Touch My Body (Craig C's Radio Edit)

3. Touch My Body (Seamus Haji Club Edit)

4. Touch My Body (Instrumental)

5. Touch My Body (Video)
Promo CD - Australie

1. Touch My Body (Radio Edit)
Promo CD - États-Unis

1. Touch My Body (Radio Edit)

2. Touch My Body (Instrumental)
Promo CD - Europe et Vinyl Promo - Europe

1. Touch My Body (Radio Edit)

2. Touch My Body (Instrumental)
Promo CD - Philippines

1. Touch My Body (Album Version)

2. Touch My Body (Intro Version)

3. Touch My Body (Instrumental)
Promo CD - Royaume-Uni

1. Touch My Body (Radio Edit)

## Clip-Vidéo
C'est Brett Ratner qui a réalisé le clip-vidéo de Touch My Body. Ils avaient auparavant collaboré sur les vidéos de I Still Believe, Heartbreaker, Thank God I Found You, It's Like That et We Belong Together.
Le clip montre une Mariah très sexy et drôle. À ce propos, Brett dira que c'est la 6e vidéo qu'ils tournent ensemble, et qu'il s'agit là de la meilleure, visuellement comme musicalement. Jack McBrayer apparaît dans la vidéo et joue le rôle d'un réparateur d'ordinateurs qui se prend à rêver de Mariah Carey, dans des situations plutôt loufoques. Brett dira aussi que la vidéo est une parfaite combinaison entre humour et fantasmes avec une Mariah qui n'avait jamais été aussi belle.
La première diffusion du clip était le 27 février 2008, sur MTV (TRL).
Le clip, sur YouTube, a été vues plus de 9,4 millions de fois en un peu plus de deux mois, et plus de 21,2 millions de fois 8 mois après sa mise en ligne. En 2013, elle dépasse les 60 millions de vues .
| Chart (2008)                   | Meilleure Position |
| ------------------------------ | ------------------ |
| Billboard Hot Videoclip Tracks | 1                  |

## Charts
Pour sa 8e semaine dans le Billboard Hot 100, le titre recule à la 5e place, après deux semaines consécutives en tête des charts. Dans le monde, Mariah Carey place déjà (ou a placé) le single dans le Top 10 des pays suivants: Allemagne, Autriche, Brésil, Bulgarie, Canada, Italie, Norvège, Nouvelle-Zélande, Royaume-Uni, Suisse, Thaïlande et Turquie. Elle a, de plus, réussi à classer le morceau en tête des charts en Croatie et aux Philippines.
| Chart (2008)                                    | Meilleure position |
| ----------------------------------------------- | ------------------ |
| Allemagne - Singles Chart                       | 7                  |
| Australie - ARIA Top 50 Singles Chart           | 17                 |
| Autriche - Singles Chart                        | 10                 |
| Belgique (néerlandophone) - UltraTop 50 Singles | 14                 |
| Belgique (francophone) - UltraTop 40 Singles    | 33                 |
| Brésil - Hot 100 Singles                        | 1                  |
| Bulgarie - Top 40 National                      | 5                  |
| Canada - Billboard Hot 100                      | 2                  |
| Croatie - Singles Chart                         | 1 (3)              |
| Danemark - Tracklisten Top-40                   | 20                 |
| Europe - Hot 100                                | 13                 |
| France - Top 50                                 | 6                  |
| Pays-Bas - Single Top 100                       | 20 (3)             |
| Indonésie - Single Top 100                      | 1                  |
| Irlande - Top 50 Singles (IRMA)                 | 13                 |
| Italie - Top 50 Singles (FIMI)                  | 5                  |
| Japon - Hot 100                                 | 5                  |
| Norvège - Top 20 Singles Chart                  | 10                 |
| Nouvelle-Zélande - RIANZ Top 40 Singles         | 3                  |
| Philippines - Billboard Hot 100                 | 1 (3)              |
| Pologne - National Top 50                       | 14                 |
| Portugal - National Top 50                      | 16                 |
| Royaume-Uni - Top 100 Sinles Chart              | 5                  |
| Suède - Top 60 Singles Chart                    | 14                 |
| Suisse - Top 100 Singles Chart                  | 3                  |
| Thaïlande - International Chart                 | 7                  |
| Turquie - Hot 20                                | 6                  |
| USA - Billboard Hot 100                         | 1 (2)              |

## Historique de sortie
| Région      | Date            | Formats                |
| ----------- | --------------- | ---------------------- |
| États-Unis  | 12 février 2008 | Diffusion radio        |
| États-Unis  | 24 mars 2008    | Téléchargement digital |
| France      | 21 mars 2008    | Téléchargement digital |
| Europe      | 28 mars 2008    | EP                     |
| Royaume-Uni | 31 mars 2008    | Téléchargement digital |
| Japon       | 2 avril 2008    | Téléchargement digital |

## Versions officielles
- Album Version (3:27)
- Instrumental (3:27)
- Remix Feat. The-Dream (3:31)
- Tricky Remix Feat. The-Dream & Rick Ross (4:19)
- Intro Version (3:52)
- Seamus Haji & Paul Emmanuel Club Mix (9:48)
- Seamus Haji & Paul Emmanuel Dub
- Seamus Haji & Paul Emmanuel Radio Edit (3:55)
- Craig C's Club Mix (9:57)
- Craig C's Radio Edit (4:03)